# Astrocaryum urostachys
Astrocaryum urostachys är en enhjärtbladig växtart som beskrevs av Karl Ewald Maximilian Burret. Astrocaryum urostachys ingår i släktet Astrocaryum och familjen Arecaceae. IUCN kategoriserar arten globalt som livskraftig. Inga underarter finns listade i Catalogue of Life.